# 維維安冰原島峰
77°32′S 143°34′W / 77.533°S 143.567°W
維維安冰原島峰（英語：Vivian Nunatak）是南極洲的冰原島峰，位於瑪麗伯德地，處於麥凱山脈西南端，美國地質調查局根據測量和該國海軍的空中照片繪入地圖，現時由南極條約體系管理。